# 고양 (영화)
고양(Voskhozhdeniye, The Ascent)은 러시아(구 소련)에서 제작된 라리사 셰피트코 감독의 1977년 전쟁, 드라마 영화이다. 보리스 플로트니코프 등이 주연으로 출연하였다.  Vasil Bykaŭ의 소설 Sotnikov에 기반을 둔다. 1979년 자동차 사고로 사망하기 전 셰피트코 감독의 마지막 영화 작품이다. 이 영화는 1977년 제27회 베를린 국제 영화제에서 황금곰상을 받았다.

## 출연

### 주연
- 보리스 플로트니코프
- 블라디미르 코스츠킨

### 조연
- 아나토리 소로니친

## 제작진
- 미술: 유리 락샤